# Lamar (Texas)
Lamar è una comunità non incorporata degli Stati Uniti d'America, situata nella Contea di Aransas dello Stato del Texas. Secondo il censimento effettuato nel 2010 i residenti della città ammontavano a 636.

## Geografia
Nella comunità non incorporata è presente il Goose Island State Park. Secondo l'Ufficio del censimento degli Stati Uniti d'America la città ha un'area totale di 12.7 chilometri quadrati, di cui 7.93 km² sono terra, mentre 4.77 km², corrispondenti al 37.56%, sono costituiti dall'acqua.

## Società

### Evoluzione demografica
Secondo il censimento effettuato nel 2010, abitavano nella città 636 persone. La densità di popolazione era di 50,07 chilometro quadrato. La composizione etnica della città era formata dal 93.4% di bianchi, lo 0.16% di afroamericani, lo 0.63% di afroamericani, l'1.57% di asiatici, il 3.14% di altre razze, e l'1.1% di due o più etnie. Ispanici o latinos di qualunque razza erano il 11.01% della popolazione.